# Siegfried Amerkamp
Siegfried Amerkamp (25 de março de 1920 - 1 de setembro de 1995) foi um oficial alemão que serviu na Exército alemão durante a Segunda Guerra Mundial. Foi condecorado com a Cruz de Cavaleiro da Cruz de Ferro no dia 24 de novembro de 1943.